# Рюриков, Николай Владимирович
Николай Владимирович Рюриков (5 (17) апреля 1884, село Оселки — 18 июня 1943, Локчимлаг) — священник Русской православной церкви, в 2006 году включён в Собор новомучеников и исповедников Российских.

## Биография
Родился 5 апреля 1884 года в селе Оселки Макарьевского уезда Нижегородской губернии в семье священника Владимира Александровича Рюрикова и его супруги Марии Григорьевны. Род Рюриковых принадлежал к духовному сословию: дед Александр Петрович также был священником и имел хорошее образование.
В 1905 году окончил Нижегородскую духовную семинарию и начал преподавать закон божий в земском училище села Оселки, в 1906—1907 годах — в церковно-приходской школе соседнего села Ляпуны. Затем преподавал в церковно-приходских школах Нижегородской епархии — Богоявленской в селе Павлово Горбатовского уезда Нижегородской губернии (1907—1908), Преображенской при нижегородской Спасо-Преображенской кладбищенской церкви (1908—1910) в слободе Канавино.
15 сентября 1910 года епископ Нижегородский и Арзамасский Иоаким (Левицкий) назначил Николая Рюрикова вторым священником в Макарьевский Желтоводский женский монастырь, иерейская хиротония совершена 22 октября 1910 года викарием Нижегородской епархии, епископом Балахнинским Геннадием (Туберозовым). 23 августа 1911 года отец Николай переведён в Троицкий собор города Горбатова Павловского уезда Нижегородской губернии, 6 сентября 1917 года назначен настоятелем храма.
В 1911—1917 годах преподавал закон божий в женской церковно-приходской школе, двухклассном училище, мужском приходском училище, мужской гимназии города Горбатова. С 1915 года работал казначеем местного отделения Нижегородского епархиального училищного совета. С 3 февраля 1916 года — делопроизводителем Горбатовского отдела Всероссийского общества попечения о беженцах.
9 мая 1912 года был награждён набедренником, 5 апреля 1916 года — скуфьёй, в 8 июня 1919 года — камилавкой. Получил медаль в память 25-летия церковно-приходских школ (1911), юбилейный знак и медаль к 300-летию династии Романовых (1913).
Отец Николай состоял в переписке с епископом Лысковским Александром (Щукиным).
Как и все священнослужители в 1920-е годы был лишён избирательных прав. 29 июля 1927 года был арестован Нижегородским ОГПУ по обвинению в проведении контрреволюционной агитации против советской власти.
Свидетельские показания против отца Николая дали священник, диакон и псаломщик, служившие вместе с ним в Троицком соборе. Содержался во внутренней тюрьме ОГПУ в Нижнем Новгороде, допрашивался 29 июля, 8 и 9 августа 1927 года, обвинения отрицал.
Постановлением Особого совещания при коллегии ОГПУ от 4 ноября 1927 года приговорён к 3 годам ссылки. Наказание отбывал вместе с супругой Ольгой Георгиевной в Приангарском районе Канского округа Восточно-Сибирского края.
После освобождения из заключения три года находился на положении административного ссыльного, проживал в Горномарийском районе, в Козьмодемьянске.
С января 1934 года служил в церкви Владимирской иконы Божией Матери села Владимирское Горномарийского района МАССР. 7 апреля 1934 года получил от государства официальную регистрацию на данный приход.
В 1936 году был награждён палицей.
29 сентября 1937 года арестован по обвинению в контрреволюционной агитации, заключён в Козьмодемьянскую тюрьму. В ходе единственного допроса 30 сентября 1937 года вины своей не признал. 8 октября 1937 года состоялось заседание тройки НКВД, отец Николай был приговорён к 10 годам.
25 октября 1937 года прибыл в Локчимлаг Коми АССР. Скончался 18 июня 1943 года в Пезмогском лазарете Локчимлага от паралича сердца, погребён под номером «5 Г» в безвестной могиле на местном кладбище.

## Семья
В 1910 году женился на дочери священника Ольге Георгиевне Лавровой. В семье было четверо детей — три дочери и сын.

## Канонизация
6 октября 2006 года определением Святейшего Патриарха и Священного Синода РПЦ Николай Рюриков по представлению Йошкар-Олинской епархии был включён в Собор новомучеников и исповедников Российских.